# Петровское (Пестовский район)
Петро́вское — деревня в Пестовском районе Новгородской области России. Входит в состав входит Быковского сельского поселения.

## География
Расположена на востоке региона, у ручья Жаров.

## История
В 1964 г. Указом Президиума ВС РСФСР деревня Бобырь переименована в Петровское.
В соответствии с Законом Новгородской области от 11 ноября 2005 года № 559-ОЗ деревня вошла в состав образованного Быковского сельского поселения.

## Население
| 2010 |
| ---- |
| 4    |

## Инфраструктура
Личное подсобное хозяйство.

## Транспорт
Просёлочные дороги. Одна из них ведёт на трассу 49К-14